# Yunmian He
Yunmian He (kinesiska: 运棉河) är ett vattendrag i Kina. Det ligger i provinsen Jiangsu, i den östra delen av landet, omkring 240 kilometer nordost om provinshuvudstaden Nanjing.
Genomsnittlig årsnederbörd är 983 millimeter. Den regnigaste månaden är juli, med i genomsnitt 234 mm nederbörd, och den torraste är januari, med 21 mm nederbörd.